# لوتین نیکلسون
لوتین نیکلسون (انگلیسی: Lothian Nicholson; ۱۹ ژانویهٔ ۱۸۲۷ – ۲۷ ژوئن ۱۸۹۳) فرد نظامی اهل بریتانیا بود. وی همچنین برندهٔ جوایزی همچون نشان حمام شده‌است.